# Cerradomys andersoni
Cerradomys andersoni is een knaagdier uit het geslacht Cerradomys dat voorkomt in de Cerrado van het zuidoosten van het departement Santa Cruz (Zuidoost-Bolivia). Er is slechts één exemplaar bekend. De soort is volgens een genetisch onderzoek van de beschrijvers het nauwste verwant aan Oryzomys subflavus en een onbeschreven Cerradomys-soort. Er is echter ook gesuggereerd dat C. andersoni een synoniem is van C. scotti.
Deze soort heeft een witte buik en een bruingrijze rug. Er is een zwarte rugstreep. Het dier is in totaal 233 mm lang, waarvan de staart 122 mm in beslag neemt. De achtervoet is 30 mm en het oor 17 mm lang. Het dier weegt 37 gram.
Andere zoogdieren die in de omgeving voorkomen zijn de huisbuidelspitsmuis (Monodelphis domestica), Proechimys longicaudatus, Sciurus spadiceus, Galea spixii, Dasyprocta punctata, het negenbandig gordeldier (Dasypus novemcinctus), de krabbenetende vos (Cerdocyon thous), het rood spieshert (Mazama americana) en Mazama gouazoupira.